# Teatro Nazionale (Milano)
Il Teatro Nazionale è un teatro di Milano.

## Storia
Sito in via Giordano Rota al numero 1, nei pressi di piazza Piemonte, fu costruito negli anni 1920 per volere di Mauro Rota, gestore di sale cinematografiche, su un progetto dell'architetto Mario Borgato. Appartiene da allora alla medesima famiglia milanese.
Fu inaugurato il 20 dicembre 1924 con La cena delle beffe (1908), poema drammatico di Sem Benelli. Riammodernato negli anni 1980 da Giordano Rota, con Roberto Rindi nel ruolo di impresario teatrale (ex direttore del Piccolo Teatro di Milano) si riconvertì lo spazio riprendendo la tradizione del teatro da anni interrotta a favore del cinema. Furono anni fervidi, che videro nella programmazione artisti che divennero famosi anche in tutta Europa, ma soprattutto, il Teatro Nazionale fu il primo a ospitare nuovamente in Italia il ballerino, stella della danza, Rudol'f Nureev dopo anni di "esilio" forzato.
Nel 2001 fu realizzata una parziale ristrutturazione durante la direzione artistica di Massimo Romeo Piparo e il teatro assunse la denominazione di Ventaglio Nazionale, presentando in cartellone musical dopo anni di prosa.
Nel 2009 è stato completamente ristrutturato dalla multinazionale olandese dello spettacolo Stage Entertainment. Nel settembre è stato riaperto con l'originale nome "Teatro Nazionale". Tra le novità l'introduzione del modello tipico di Broadway, ovvero tenere in scena per almeno un'intera stagione uno stesso spettacolo. Nella ristrutturazione è ampliata la torre scenica per ospitare musical che necessitano di grandi macchinari per i cambi di scena e la capienza, portata a 1 500 posti. Rinnovato anche l'impianto sonoro.
La ristrutturazione si è inserita in un rinnovamento urbanistico di piazza Piemonte, con la creazione di un'area verde ospitante tre sculture di Aligi Sassu e un parcheggio interrato. La via pedonale di fronte al teatro è stata intitolata a Giordano Rota, ex gestore del teatro.
Come primo musical del teatro ristrutturato nella stagione 2009-2010 è stato proposto La bella e la bestia, nel 2010-2011 Mamma Mia!, nel 2011-2012 Sister Act e dal 18 ottobre 2012 La febbre del sabato sera. Nel 2018 è andato in scena Mary Poppins.